# 山中定次郎

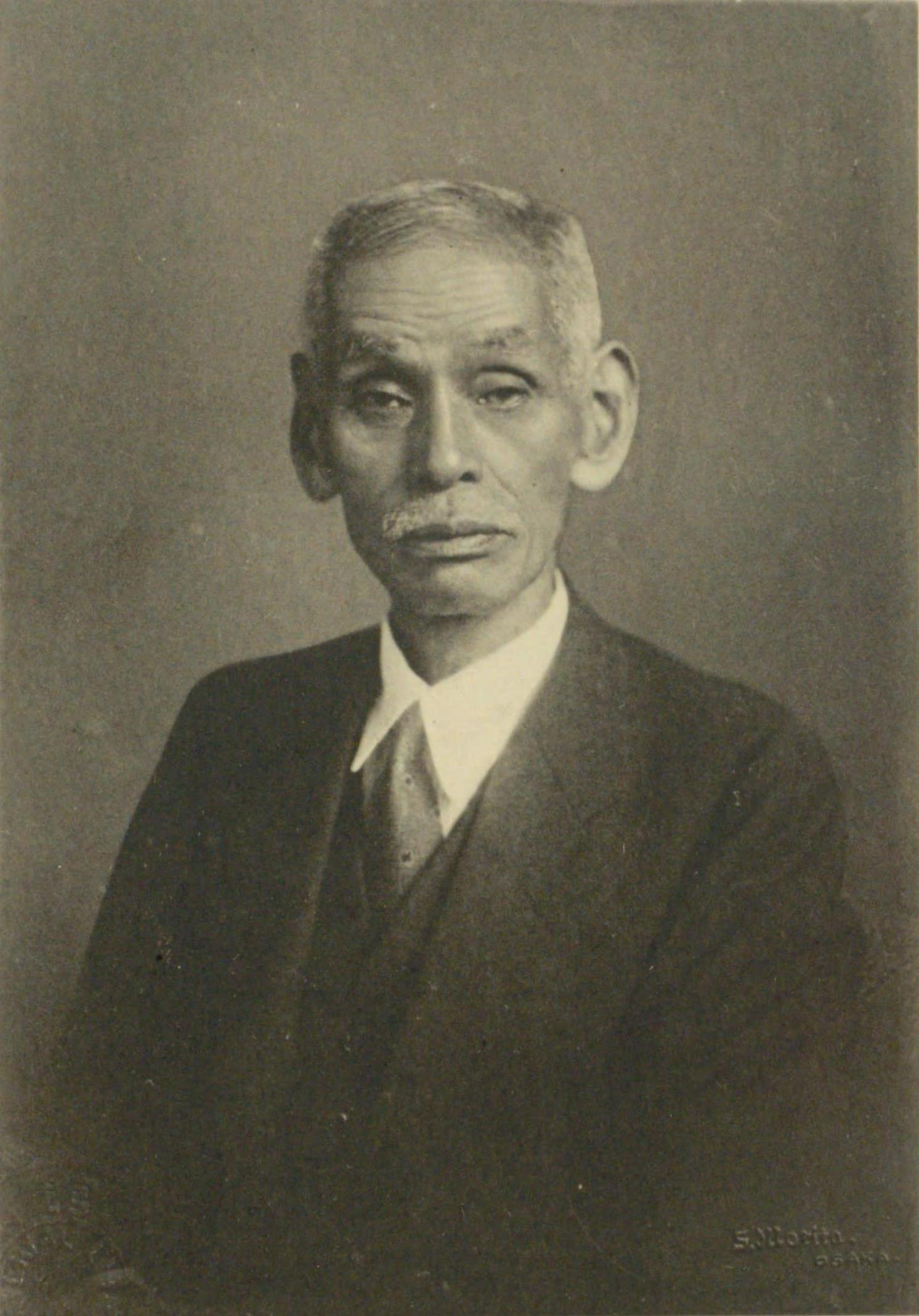
山中定次郎（摄于1928年）

山中定次郎（1866年8月20日—1936年10月30日），文物贩子，是明治和大正时代的古董艺术品经销商，山中商会股份有限公司第一代会长。
在成为大阪艺术商人山中吉兵卫的养子、入赘山中家后，他被任命到海外扩张，并在纽约、波士顿和其他地方设立了分支机构。他通过努力在中国掠夺性购买文物，引领了山中商会的国际发展。

## 生涯[1]

### 早年
定次郎生于庆应二年（1866）七月十一日的大阪堺市，原名安达定次郎，是古董商安达信五郎的长子。
1879年（明治六年）入学堺市寻常高等小学，毕业后，时值十三岁的他前往大阪市东区高丽桥的同业——山中吉兵卫家中当学徒。1883年（明治十六年）到1886年（明治十九年），同时在大阪市商业夜校与英语私塾学习。
1889年（明治二十二年），收到雇主吉兵卫的请求，定次郎做了吉兵卫的养子，并与吉兵卫的长女贞结婚。

### 渡美
1894年（明治二十七年），时值二十九岁的他前往美国，在纽约市西二十七丁目四号开设小店。
1895年（明治二十八年），在纽约市二十七丁目二十号开店，同时在商业学校就读，于两年后毕业。
1899年（明治三十二年），在波士顿开设分店，1900年（明治三十三年）在伦敦开设分店，并改组为山中商会集团公司，自己担任业务执行。明治三十八年（1905年）前往欧洲视察，并在巴黎开设代理店。

1917年（大正六年）在北京设立办事处。

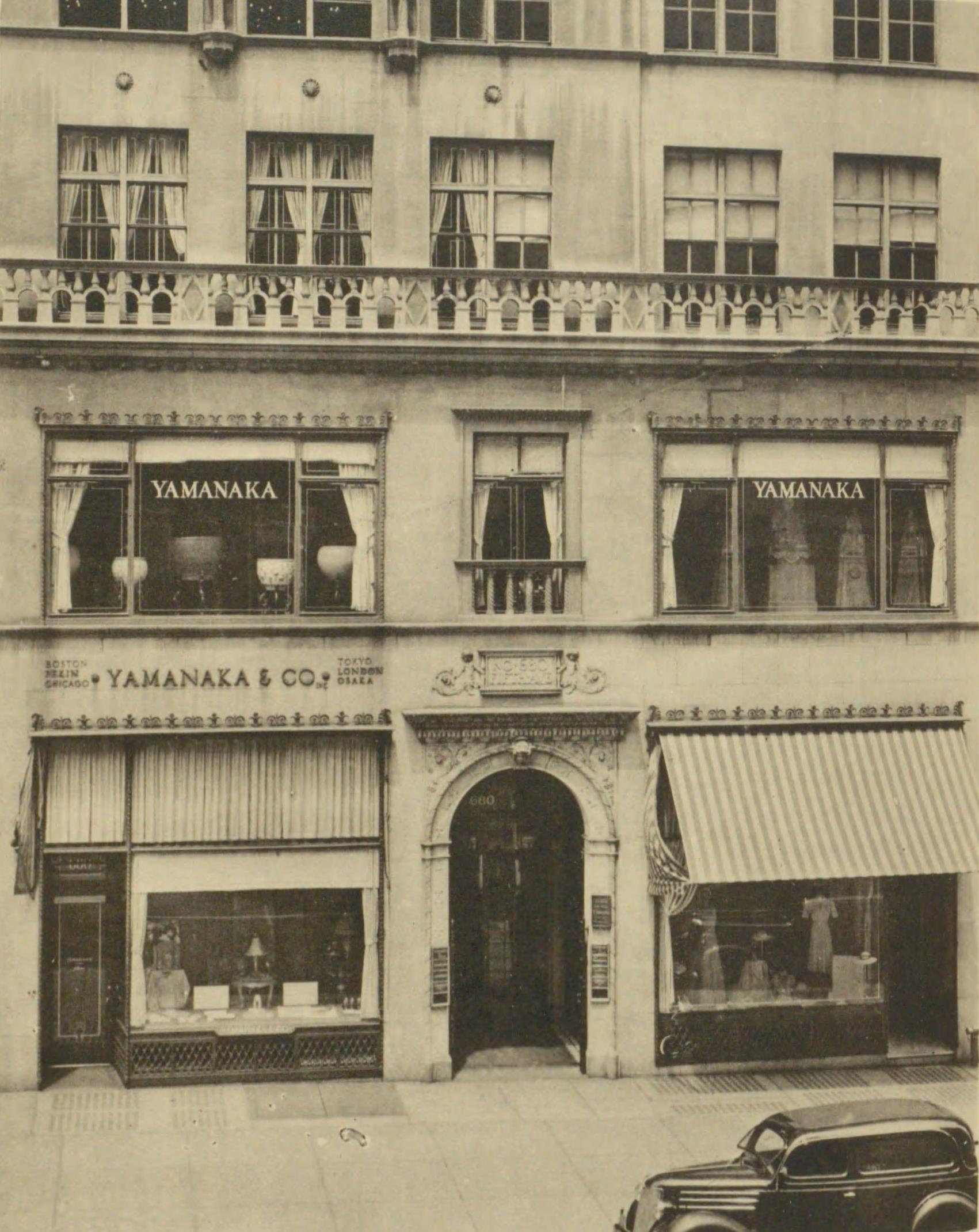
山中商会纽约分店
山中商会伦敦分店
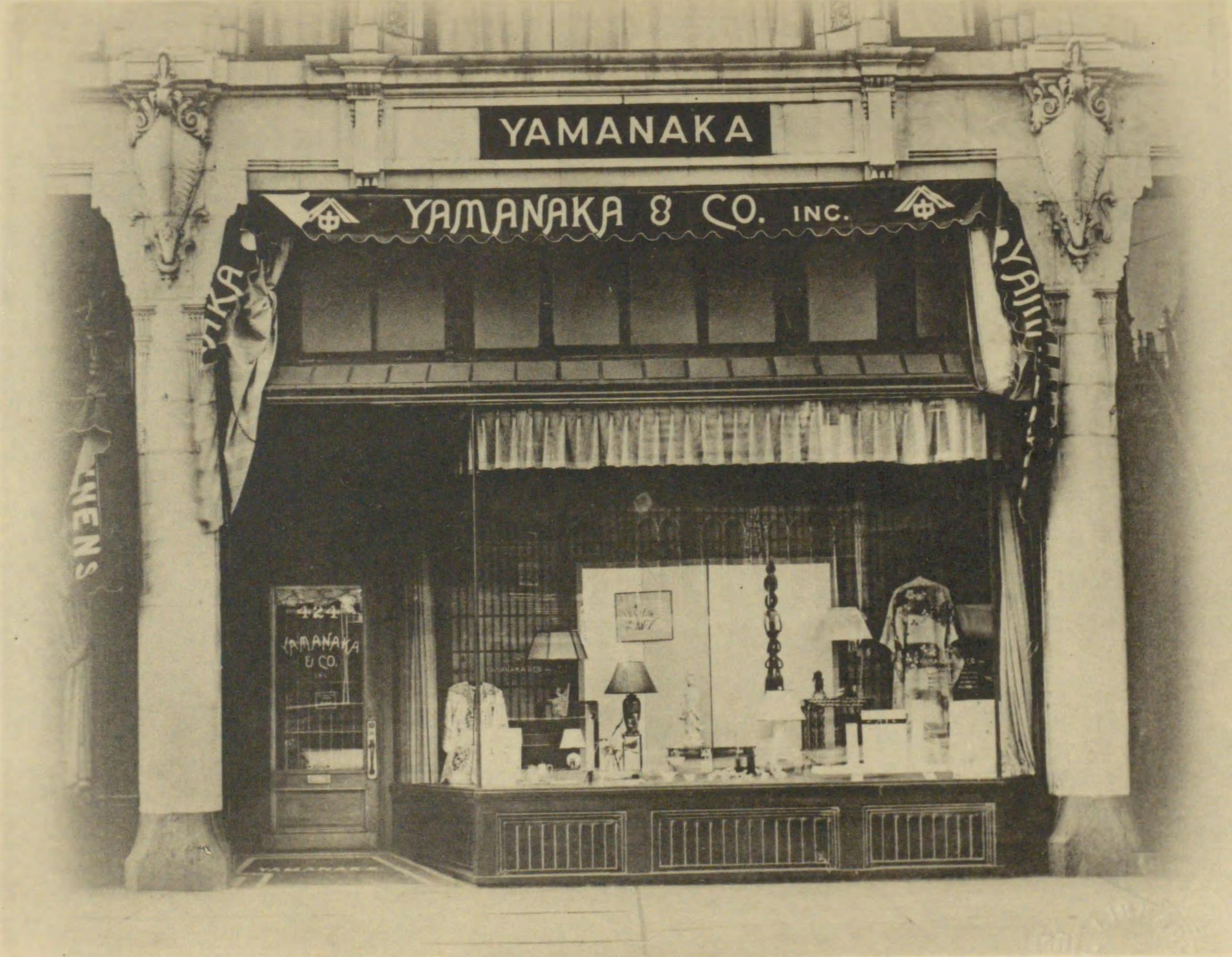
山中商会波士顿分店
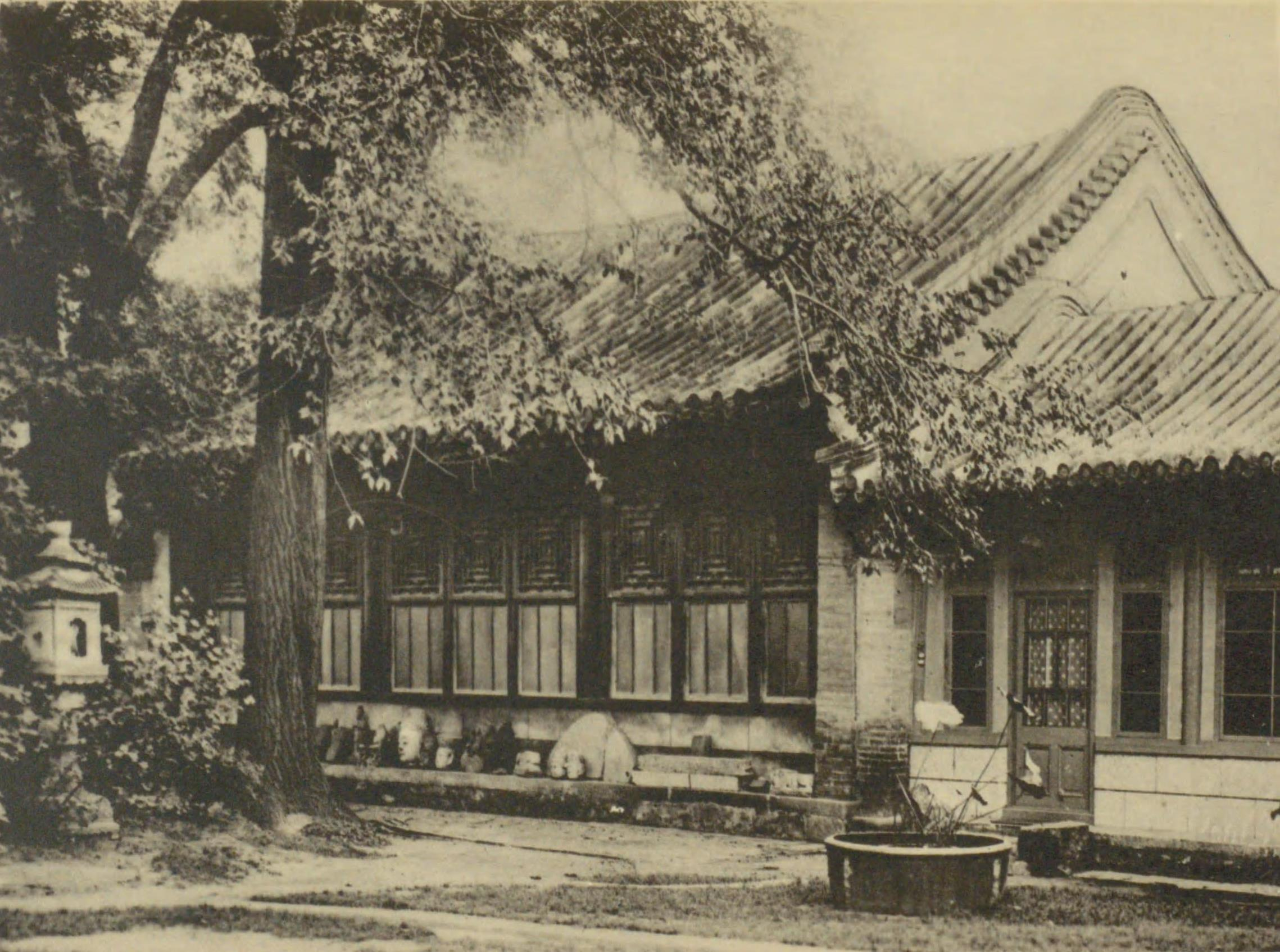
山中商会北京分店

### 掌握山中商会
1917年（大正六年）山中商会集团公司社长山中吉郎兵卫去世。随后在1918年（大正七年），山中定次郎改组公司为山中商会股份有限公司，并就任社长。
1919年（大正八年），山中商会获得乔治五世和玛丽王后颁发的皇家认证（Royal Warrants）。
自1923年（大正十二年）起，山中商会在日本开始以大规模展览方式销售艺术品。

### 去世
1936年（昭和十一年）10月28日因为胃溃疡去世。

### 逝后
1937年（昭和十二年），山中定次郎逝后翌年，卢沟桥事变爆发，随之开始的战争使得山中商会失去了大部分资产。

## 荣耀
- 1931年（昭和六年）5月6日 法属印度支那大南龙星院勋章
- 1931年（昭和六年）11月 日本绿绶褒章
- 1933年（昭和八年）6月23日 德意志帝国红十字二级荣誉勋章
- 1936年（昭和十一年）11月4日（10月30日付） 从六位（逝后追授）
- 1936年（昭和十一年）12月9日 法国荣誉军团勋章（逝后追授）

## 与中国文物流失
1912年，山中定次郎前往恭王府，以极低的价格进行掠夺式的购买，将恭王府除字画外的文物席卷一空。
1913年，他在美国纽约拍卖恭王府文物536件，同年在英国伦敦拍卖了211件，此外他还零售、私下转让部分恭王府文物。
1925年，前往洛阳龙门石窟、大同云冈石窟调查。

1924年6月和1926年10月，山中定次郎二次前往天龙山石窟。他通过贿赂等手法，买通了天龙山脚下寺庙的住持净亮和尚，将大批佛首偷运出山，后写作《天龙山石窟调查记》（天竜山石窟踏査記） （页面存档备份，存于），出版《天龙山石佛》图册，并于1932年11月，在日本东京美术协会举办了“世界古美术展”，将这批天龙山石佛公开拍卖。

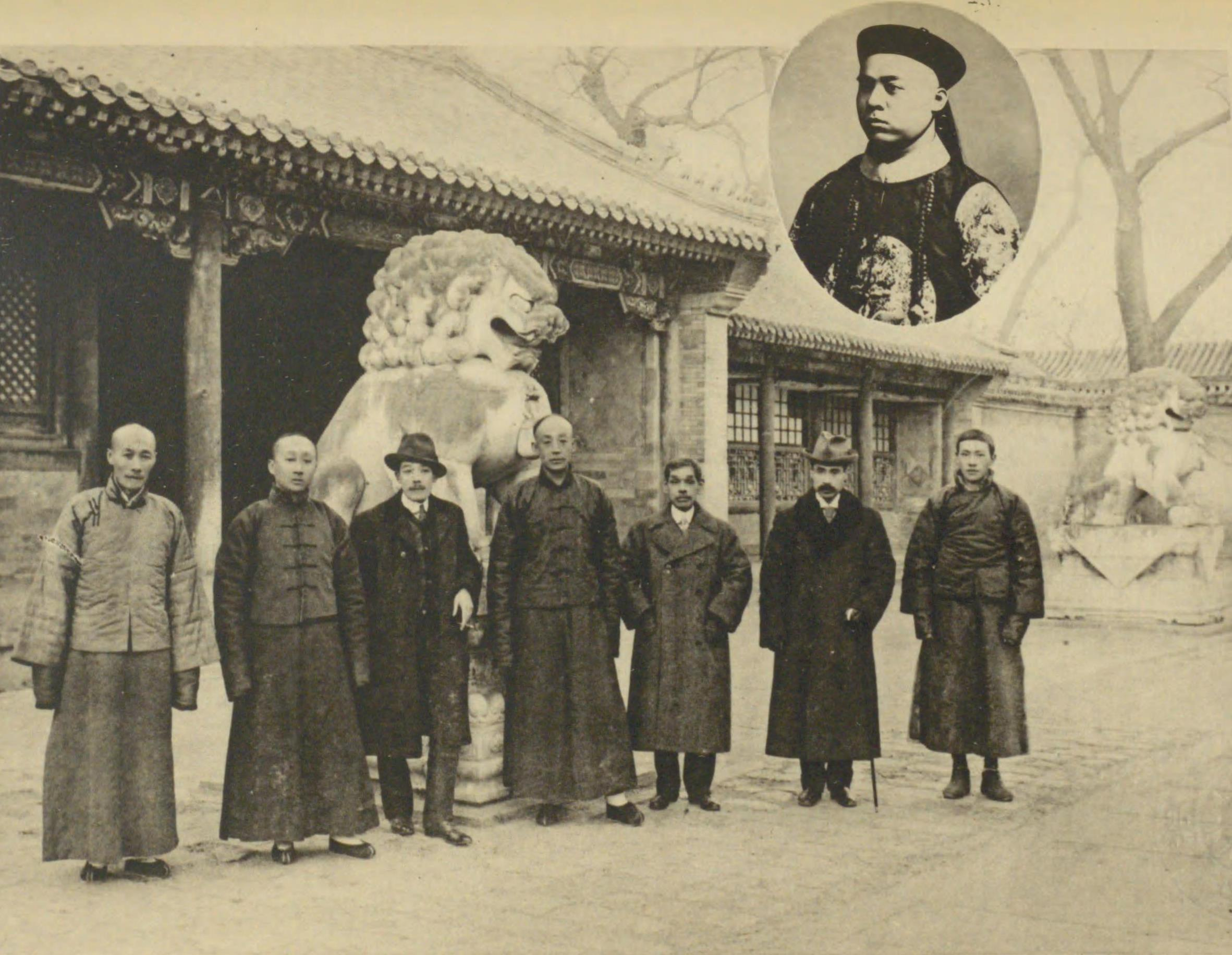
山中定次郎在恭王府
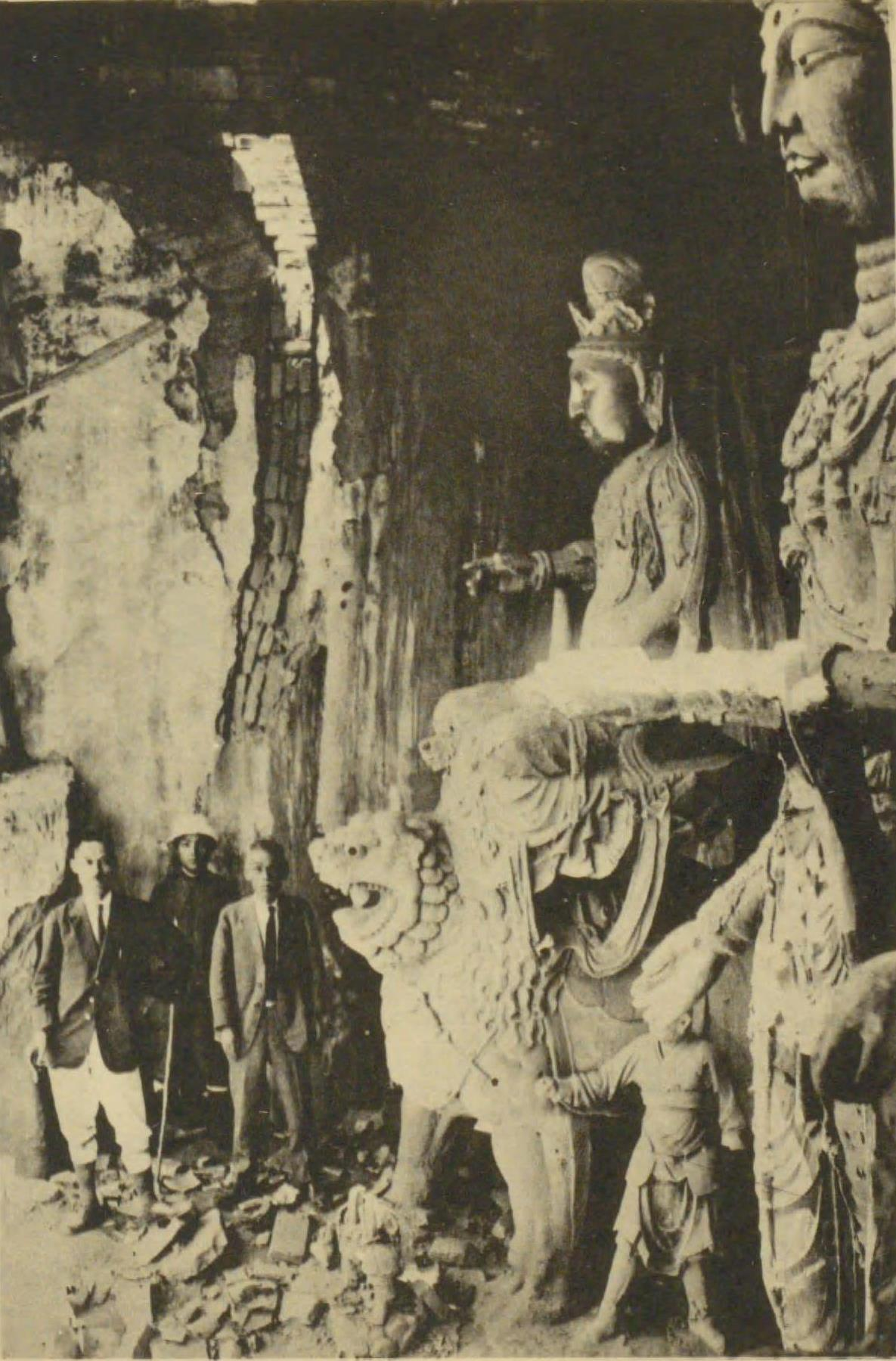
山中定次郎在天龙山石窟